# Empeigne (chaussure)

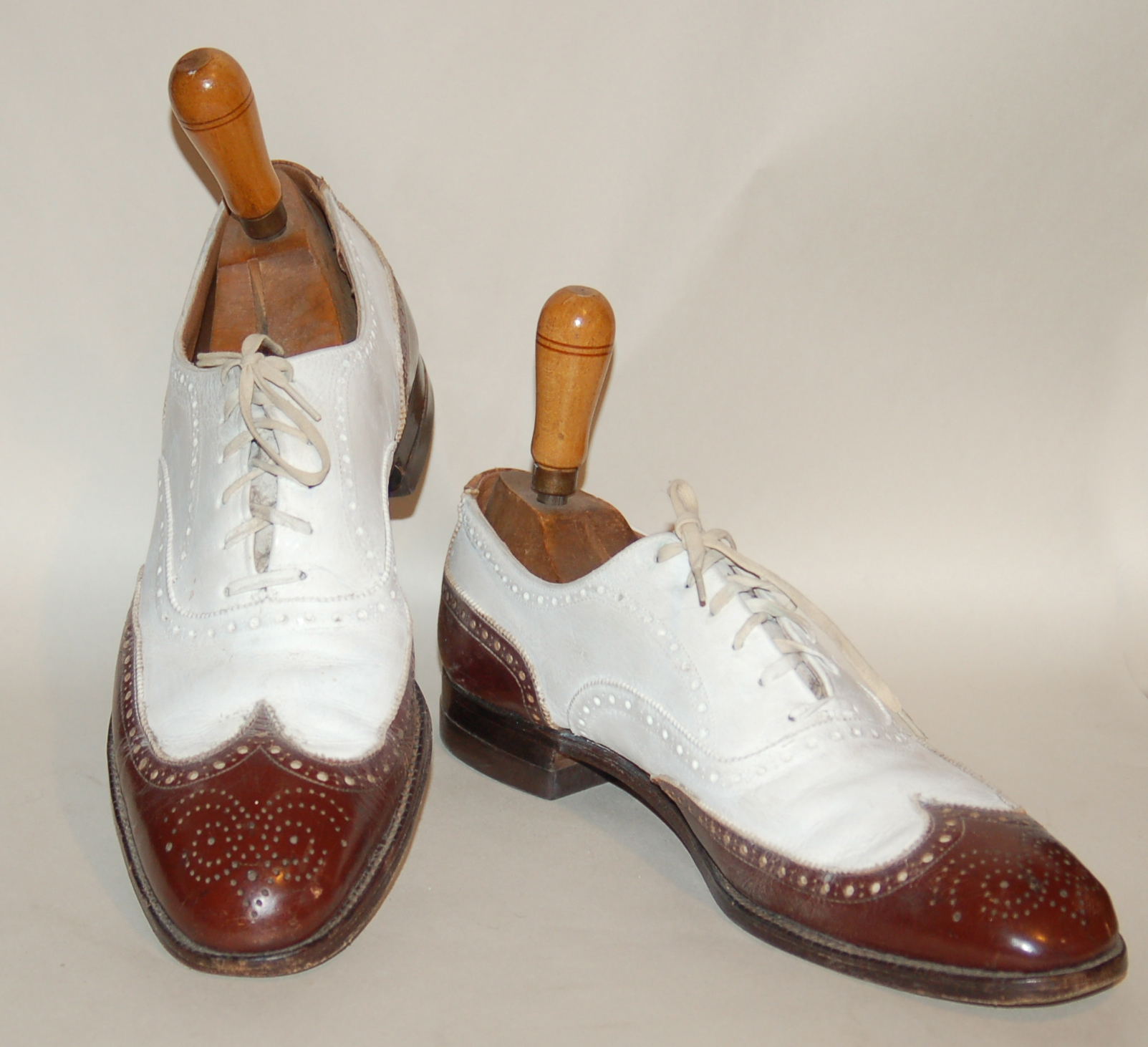
Chaussures à empeigne : bout brun et claque blanche (parties entre l'extrémité et les lacets).

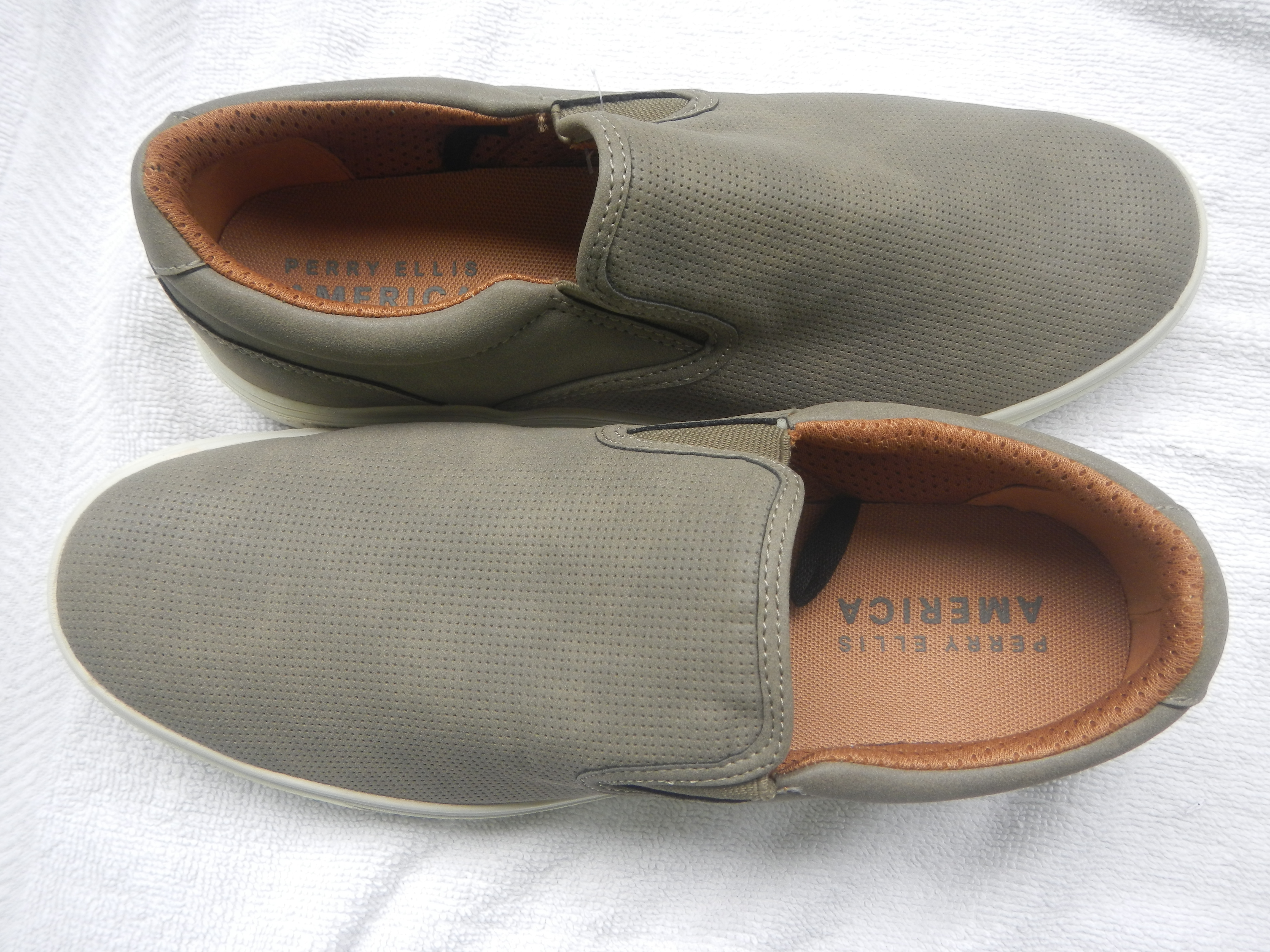
Chaussures à empeigne totale.

Pour les articles homonymes, voir Empeigne.
L'empeigne est la partie supérieure d'une chaussure qui va du cou-de-pied jusqu'à la pointe de la chaussure. Recouvrant la partie antérieure du pied, elle comprend « la claque » et le bout du pied. Cette partie n'existe pas lorsque les lanières tiennent le rôle d'empeigne, comme dans les sandales.

## Chaussures avec empeigne

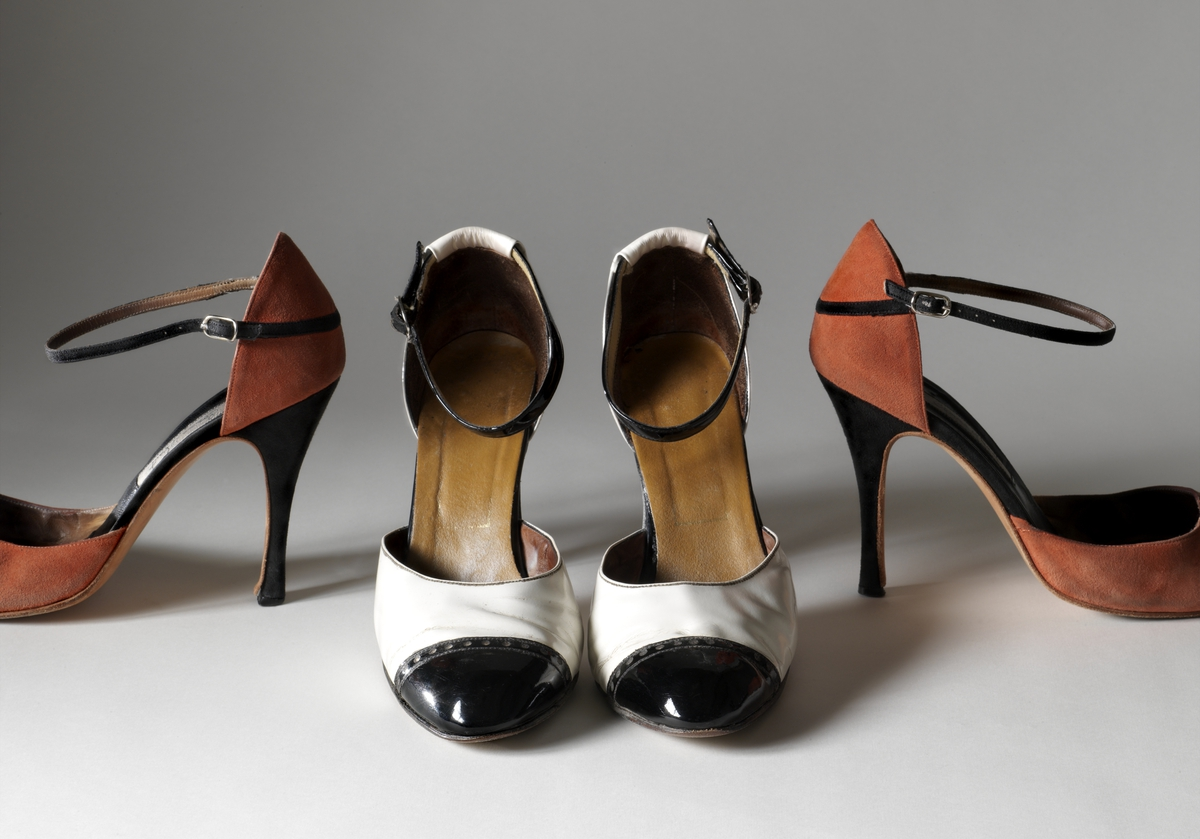
Escarpins à empeigne bicolore.

Les chaussures suivantes ont une empeigne :
- La ballerine
- La botte
- L'escarpin
- L'espadrille
- Le mocassin
- La mule
- La pantoufle
- La chaussure de sport
- La Salomé (chaussure)
- Les claquettes

## Chaussures sans empeigne
Les chaussures suivantes n'ont pas d'empeigne :
- La sandale
- La tong
- Le ghillie
- Les getas